# ريج هاكيت
ريج هاكيت (بالإنجليزية: Reg Hackett)‏ (1891 في المملكة المتحدة - 1967 في المملكة المتحدة) هو لاعب كرة قدم بريطاني (وحمل سابقاً جنسية المملكة المتحدة لبريطانيا العظمى وأيرلندا) في مركز الدفاع. لعب مع نادي ساوثهامبتون.